# Offord Cluny
Offord Cluny är en by i civil parish Offord Cluny and Offord D'Arcy, i distriktet Huntingdonshire, i grevskapet Cambridgeshire i England. Offord Cluny var en civil parish fram till 2010 när blev den en del av Offord Cluny and Offord D'Arcy. Civil parish hade 502 invånare år 2001. Byn nämndes i Domedagsboken (Domesday Book) år 1086, och kallades då Opeforde.